# فرناندو ميغيل
فرناندو ميغيل (بالبرتغالية: Fernando Miguel Kaufmann‏) (2 فبراير 1985 في البرازيل - ) هو لاعب كرة قدم برازيلي في مركز حراسة المرمى.

## وصلات خارجية
- فرناندو ميغيل على موقع قاعدة بيانات كرة القدم.إي يو (الإنجليزية)
- فرناندو ميغيل على موقع Soccerway.com (الإنجليزية)